# Anicius Probus Faustus
Anicius Probus Faustus (auch Faustus Niger; Flavius Probus Faustus iunior Niger) war ein spätantiker römischer Politiker im Ostgotenreich des späten 5. und frühen 6. Jahrhunderts.
Er gehörte der angesehenen Familie der Anicier an und war Sohn des Gennadius Avienus, Konsul von 450. Seine Gattin war Cynegia, die 509 starb. Er hatte zwei Söhne, Rufius Magnus Faustus Avienus, Konsul von 502, und Ennodius Messala, Konsul von 506. Eine Tochter starb im Jahr 511.
Im Jahr 490 wurde Faustus zusammen mit Flavius Longinus Konsul. Von etwa 491 bis 494 war er Magister officiorum. 491 sandte ihn König Theoderich nach Konstantinopel, um die Anerkennung seiner Herrschaft in Italien durch Kaiser Zenon zu sichern. Nachdem er jedoch vom Tod Zenons (9. April 491) erfahren hatte, bevor die Gesandtschaft zurückkehrte, marschierte Theoderich nach Ravenna, besiegte Odoaker und ließ sich von den Goten zum König ausrufen, ohne die Bestätigung von Zenons Nachfolger Anastasios I. abzuwarten. Nach seiner Rückkehr unterstützte Faustus im Jahr 498 Papst Symmachus im Konflikt gegen den Gegenpapst Laurentius, wie im Liber Pontificalis vermerkt ist.
Von 503 bis 505/506 diente Faustus als quaestor Palatii und war für die Ausarbeitung von Gesetzen zuständig. Um 507 erhielt er den Ehrentitel eines Patricius. Zwischen 509 und 512 war er Prätorianerpräfekt von Italien.